# Sebastian Koltzenburg
Sebastian Koltzenburg (* 1970) ist ein deutscher Industriechemiker bei der BASF (Makromolekulare Chemie).
Koltzenburg studierte Chemie in Freiburg an der Albert-Ludwigs-Universität. Anschließend wechselte er an die TU München, an der er 1998 über katalytische Herstellung flüssigkristalliner Polyacetylene bei Oskar Nuyken promoviert wurde. Danach ging er zur BASF in Ludwigshafen, wo er als leitender Wissenschaftler (Senior Principal Scientist) im Forschungsbereich Advanced Materials and Systems tätig ist. 2014 wurde er Honorarprofessor für Makromolekulare Chemie an der Universität Heidelberg.
Er befasst sich bei BASF insbesondere mit funktionalen Polymeren sowie aktuellen Fragestellungen im Bereich Digitalisierung.
2015 erhielt er mit Michael Maskos (Universität Mainz, Fraunhofer-Institut für Chemische Technologie) und Oskar Nuyken (TU München) den Literaturpreis des Fonds der Chemischen Industrie für ihr Lehrbuch über Polymere.
2008 wurde er Associate in Applied Physics an der Harvard University.

## Schriften
- Sebastian Koltzenburg, Michael Maskos, Oskar Nuyken: Polymere. Synthese, Eigenschaften und Anwendungen, Springer Spektrum 2014
- mit Alexander Göthlich, Gunnar Schornick: Funktionale Polymere im Alltag: Vielseitig. In: Chemie in unserer Zeit, Band 39, Nr. 4, 2005, S. 262–273.